# Rolls-Royce Phantom 2003
De Rolls-Royce Phantom 2003 was de eerste Rolls-Royce die onder de vleugels van BMW werd ontwikkeld en gelanceerd.

## Geschiedenis
In 1998 verkocht het Britse concern Vickers Rolls-Royce samen met Bentley aan Volkswagen. De rechten op de naam Rolls-Royce waren echter in het bezit van Rolls-Royce Aerospace dat ze aan BMW verkocht. Die laatste mocht de naam pas vanaf 1 januari 2003 gebruiken.
De nieuwe Phantom deelt ongeveer 15% van zijn componenten met producten uit het BMW-gamma. Toch heeft BMW zijn best gedaan om de traditionele Rolls-Royce-waarden te bewaren, specifiek om Rolls-Royce als product te onderscheiden van BMW. Zo is er voor Rolls-Royce ook een apart dealernetwerk. Deze les werd geleerd van Mercedes-Benz dat de meest directe concurrent verkoopt. Deze Maybach werd bij de introductie gezien als de ultieme Mercedes en dit wilde BMW vermijden.
In december 2005 verliet de 2000ste Phantom 2003 de assemblagefabriek in Goodwood (Verenigd Koninkrijk). Het koetswerk wordt in elkaar gezet in Dingolfing (Duitsland) en de motor komt uit München. BMW wilde zo'n 1000 exemplaren per jaar verkopen en in totaal maximaal 10.000 stuks bouwen.
In 2013 presenteerde Rolls-Royce de nieuwe Phantom Series II. Deze Phantom was slechts een vernieuwing ten opzichte van de oude Phantom. De grootste vernieuwingen waren: vernieuwde led-koplampen en achterlichten, een groter display op het dashboard en een vernieuwde neus. Verder heeft hij dezelfde motor als de oude Phantom.
In 2016 werd besloten om aan het einde van dat jaar de Phantom uit productie te nemen.

## Kenmerken
De Phantom 2003 kreeg als krachtbron een 6750 cc V12 van 453 pk mee. De motor werd gekoppeld aan een automatische zesversnellingsbak. In 2005 werd in Genève een versie met verlengde wielbasis gepresenteerd; deze is nog 250 mm langer dan de standaard versie. De auto kreeg ook een aantal nieuwigheden ingebouwd. Zo is er de power reserve-meter die aangeeft hoeveel motorkracht ter beschikking is. De achterportieren scharnieren naar achteren toe en worden beveiligd met een elektronisch slot. In die achterportieren zit tevens een paraplu. 
Het kenmerkende Spirit of Ecstasy -figuur boven op het al even kenmerkende radiatorrooster is elektrisch intrekbaar om diefstal te voorkomen en voetgangers te beschermen bij een aanrijding. Het RR-logo op de wieldoppen, ten slotte, kan onafhankelijk draaien zodat het tijdens het rijden steeds rechtop staat.

## Galerij

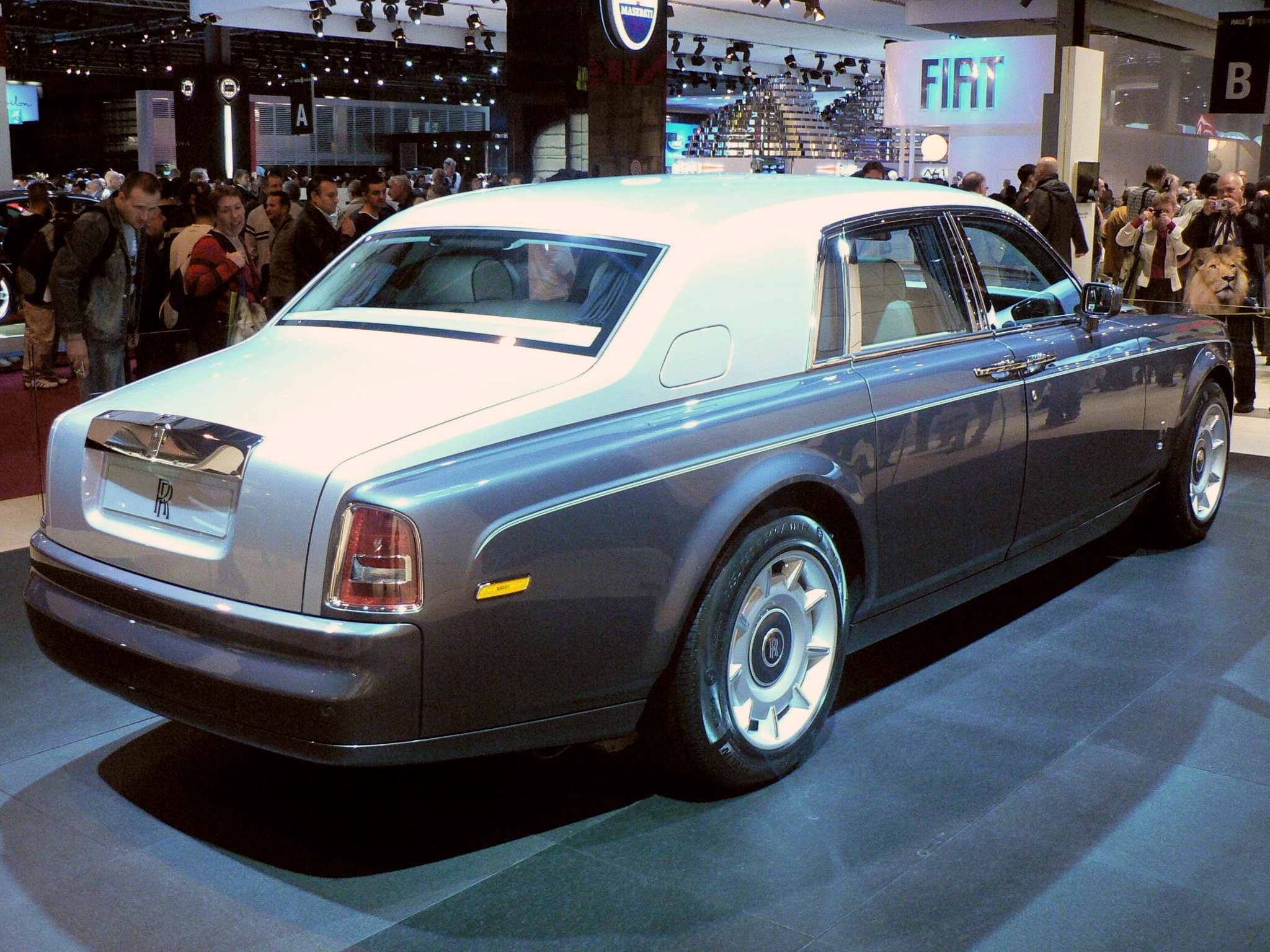
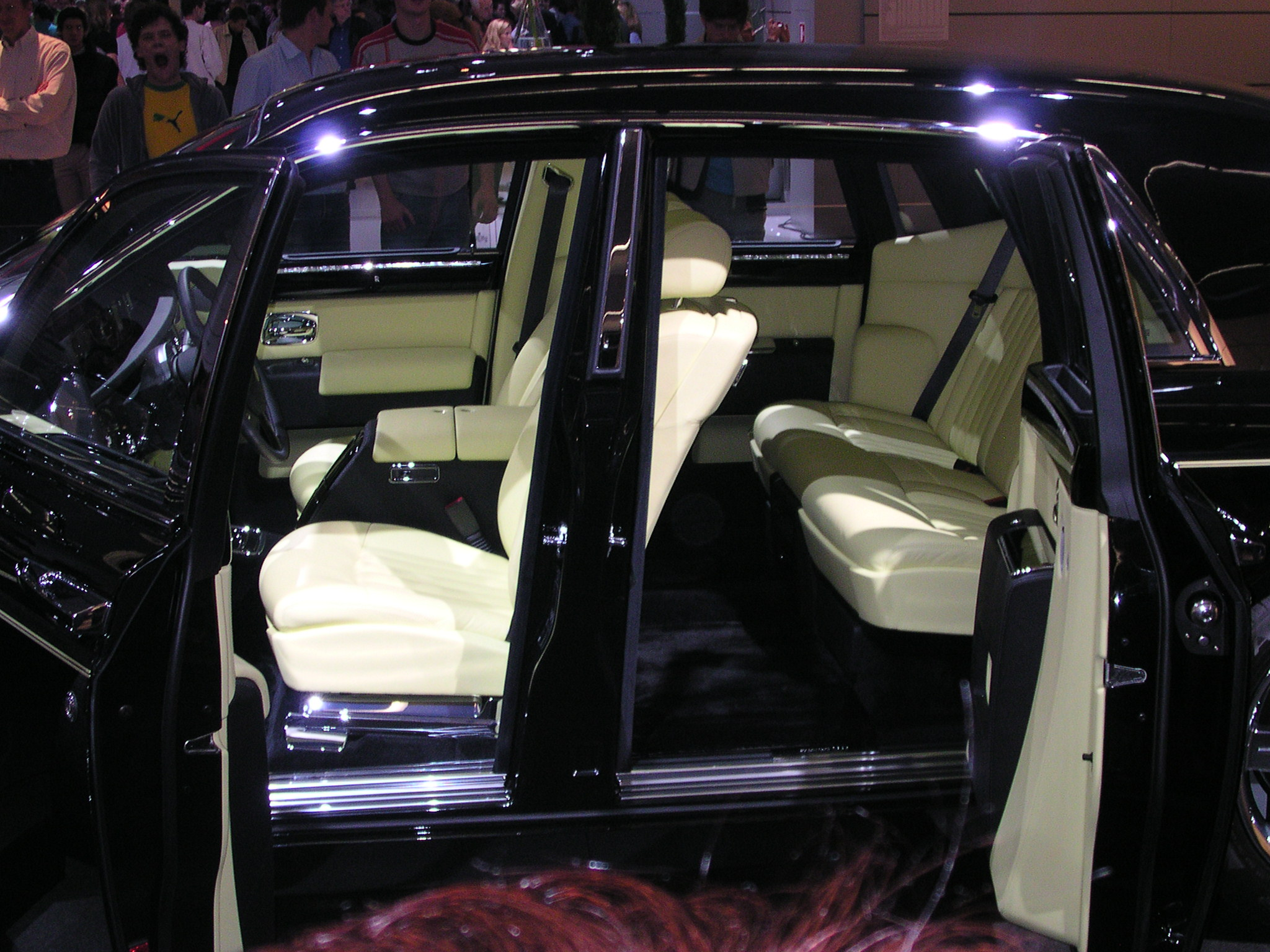
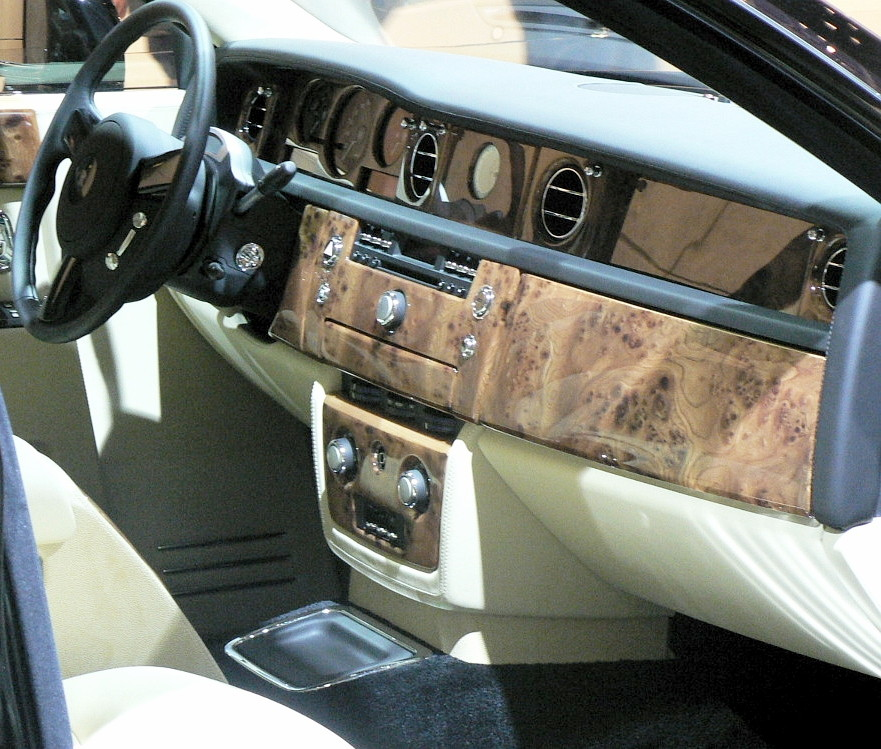
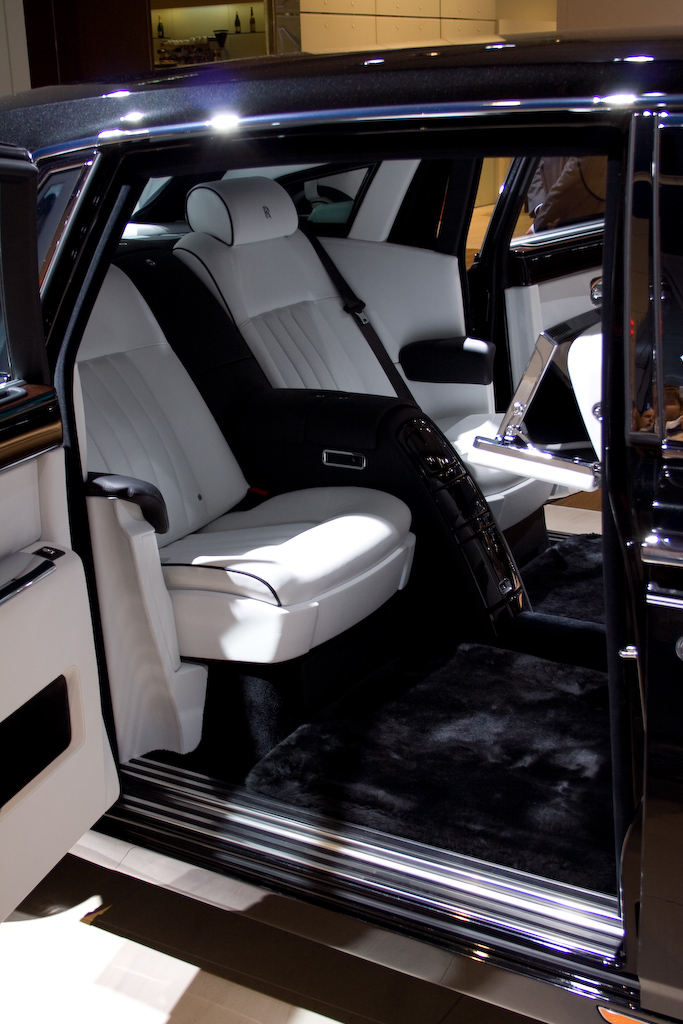
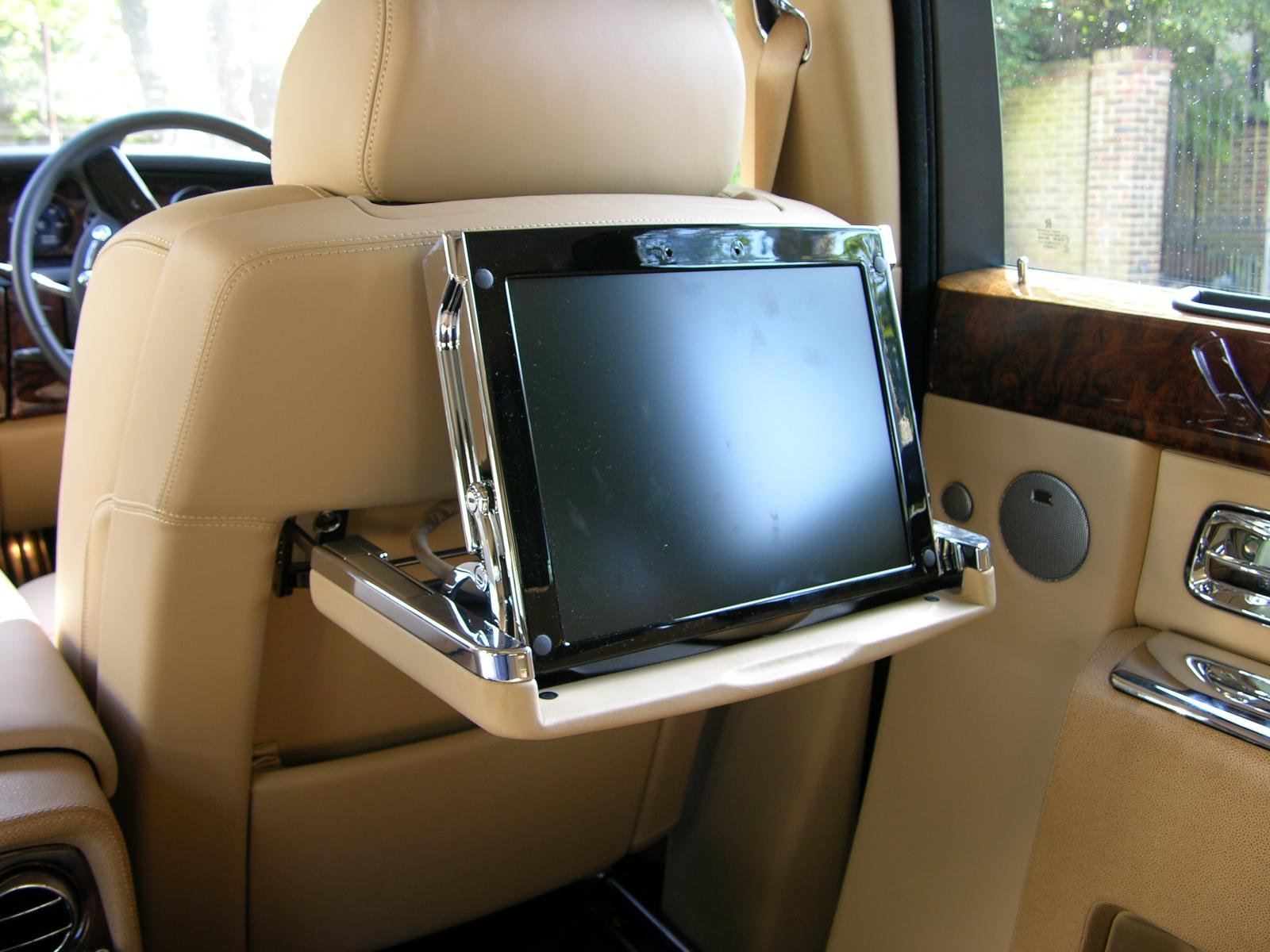

## Bekende eigenaars
- Jennifer Lopez
- Mariah Carey
- David Beckham
- Donald Trump
- Stevie Wonder
- DJ Khaled
- Hassanal Bolkiah, Sultan van Brunei en diens broer
- Prins Alwaleed Bin Talal Alsaud van Saoedi-Arabië
- Prins Salman bin Hamad bin Isa Al Khalifa van Bahrein